# シャジクソウ属
シャジクソウ属（車軸草属、トリフォリウム属、Trifolium）はマメ亜科の属の一つ。英語ではクローバー（Clover）と総称される。約260種が全世界に分布する。シャジクソウ属の多様性は北半球において最も高いが、南アメリカやアフリカにも多くの種が分布している。

## 概説
茎は地を這うように長くのび、葉は三小葉。希に四、五および七小葉のものがある。花期は5-9月。高さ5-20cmほどの花柄の先に長さ1cmほどの小さな蝶形の花を密集して咲かせ球状の花序をつくる。花の色は白、黄色、ピンク、紅色など。一年草、二年草、または多年草である。属名はラテン語の「tres」（三）と「folium」（葉）に由来し、三つの小葉を持つことを指している。
和名の「ツメクサ」の由来は、江戸時代にオランダから輸入されたガラス器の梱包の際に本草が詰め物として使われていたことから「詰草」と呼ばれるようになった。
重要な蜜源植物であり、クローバーの蜂蜜は世界で最も生産量が多い。葉は茹でて食用にすることもできる。花穂は強壮剤、痛風の体質改善薬などとして用いられていた。解熱・鎮痛効果もあると言われている。
アイルランドでは三つ葉のクローバーなどがシャムロックと呼ばれ、国の象徴として用いられており、例えばアイルランドの国営航空であるエアリンガスは尾翼にシャムロックのマークを付けているが、厳密にはシャムロックはクローバーのみを指すものではない。
また、あるジンクスに「五つ葉のクローバーは金銭面の幸運」「二つ葉のクローバーを見つけると不幸が訪れる」というものがある。

## 四つ葉のクローバー

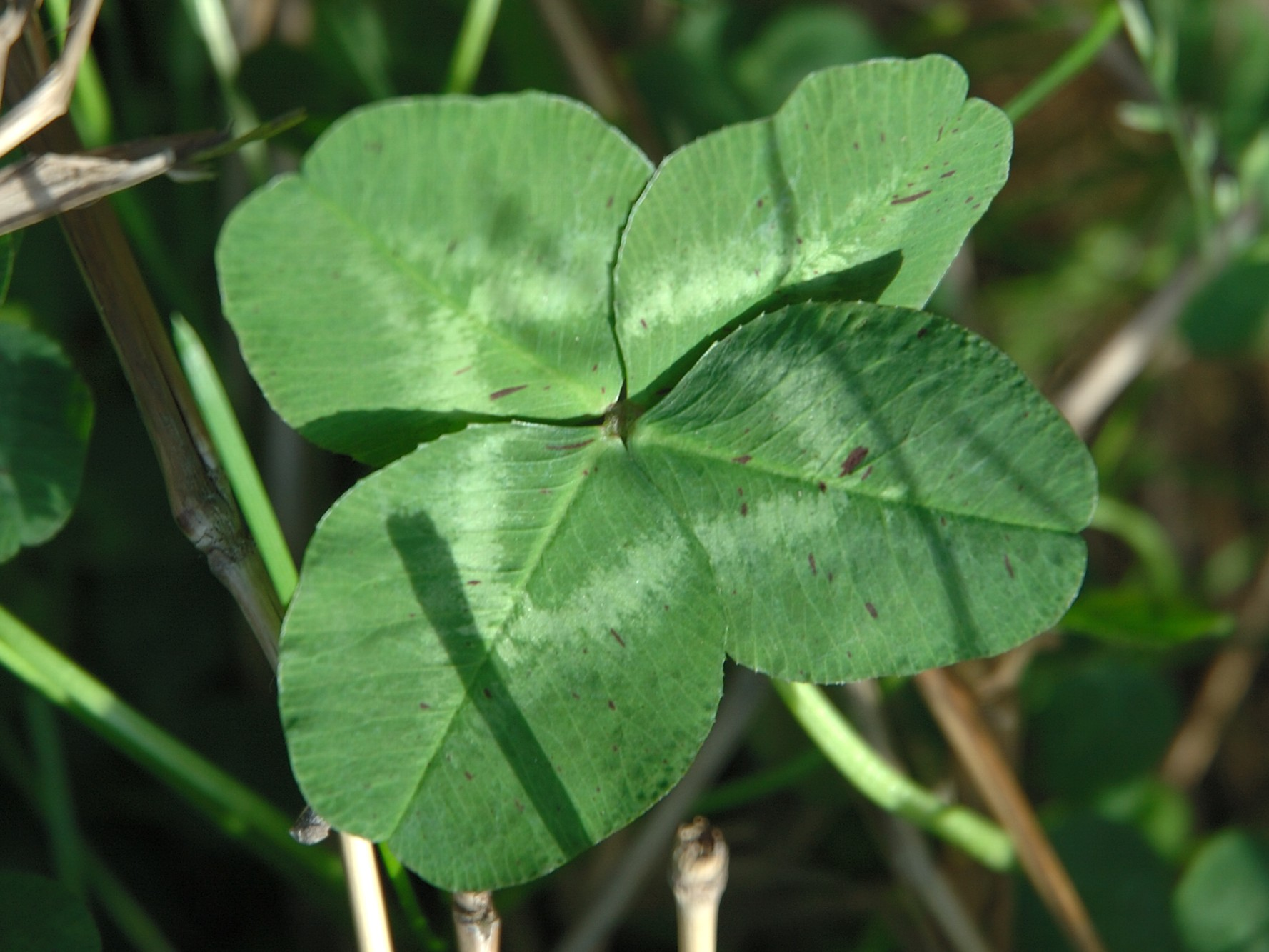
四つ葉のクローバー

いわゆるクローバーは三つ葉、つまり三出複葉が標準であるが、希に四つ葉のものが現れ、それには様々な言い伝えがある。このことについては四つ葉のクローバーの項を参照。また更に少ないが四つ葉以上のものも生じる例があり、それについてもその項を参照。

## シャジクソウ属の植物
日本に分布する在来種はシャジクソウのみであるが、シロツメクサをはじめとする多くの種が牧草、園芸、緑肥などの目的で導入され、帰化植物となった種類も多い。
約260種が属し、次の亜属・節に分類されている。
Chronosemium 亜属 - 20種 地中海周辺
- Trifolium aureum Pollich テマリツメクサ
- Trifolium campestre Schreber クスダマツメクサ（ホップツメクサ）
- Trifolium dubium Sibth. コメツブツメクサ（キバナツメクサ、コゴメツメクサ）

Trifolium 亜属
- Glycyrrhizum 節 - 2種 アルプス-コーカサス山脈
- Paramesus 節 - 2種 地中海周辺
- Lupinaster 節 - 3種 東欧から東アジア
  - Trifolium lupinaster L. シャジクソウ
- Trichocephalum 節 - 9種 地中海周辺
  - Trifolium subterraneum ジモグリツメクサ
- Trifolium 節 - 73種 地中海周辺（南アフリカに1種）
  - Trifolium angustifolium L. トガリバツメクサ
  - Trifolium arvense L. シャグマハギ
  - Trifolium hirtum All. ビロードアカツメクサ
  - Trifolium incarnatum L. ベニバナツメクサ（クリムソンクローバー）
  - Trifolium medium L. オオバノアカツメクサ
  - Trifolium pratense L. ムラサキツメクサ（アカツメクサ、レッドクローバー）
  - Trifolium striatum L. ハクモウアカツメクサ
- Vesicastrum 節 - 54種 地中海周辺、アフリカ大陸
  - Trifolium burchellianum Ser. カトレアクローバー
  - Trifolium fragiferum L. ツメクサダマシ
  - Trifolium hybridum L. タチオランダゲンゲ
  - Trifolium resupinatum L. ヒナツメクサ
    - Trifolium resupinatum var. majus オオヒナツメクサ
    - Trifolium resupinatum var. suaveolens コバナヒナツメクサ

  - Trifolium tomentosum L. フウセンツメクサ
  - Trifolium vesiculosum Savi トックリツメクサ
- Trifoliastrum 節 - 20種 地中海周辺
  - Trifolium angulatum クシバツメクサ
  - Trifolium cernuum Brot. ウナダレツメクサ
  - Trifolium glomeratum L. ダンゴツメクサ
  - Trifolium repens L. シロツメクサ（オランダレンゲ、オランダウマゴヤシ）
    - Trifolium repens var. nigricans クロバツメクサ
- Involucrarium 節 - 72種 新大陸
  - Trifolium carolinianum J.L.Collins & Wieboldt チゴツメクサ
  - Trifolium fucatum Lindley ヤマブキツメクサ
  - Trifolium tridentatum ミツバツメクサ

## ギャラリー

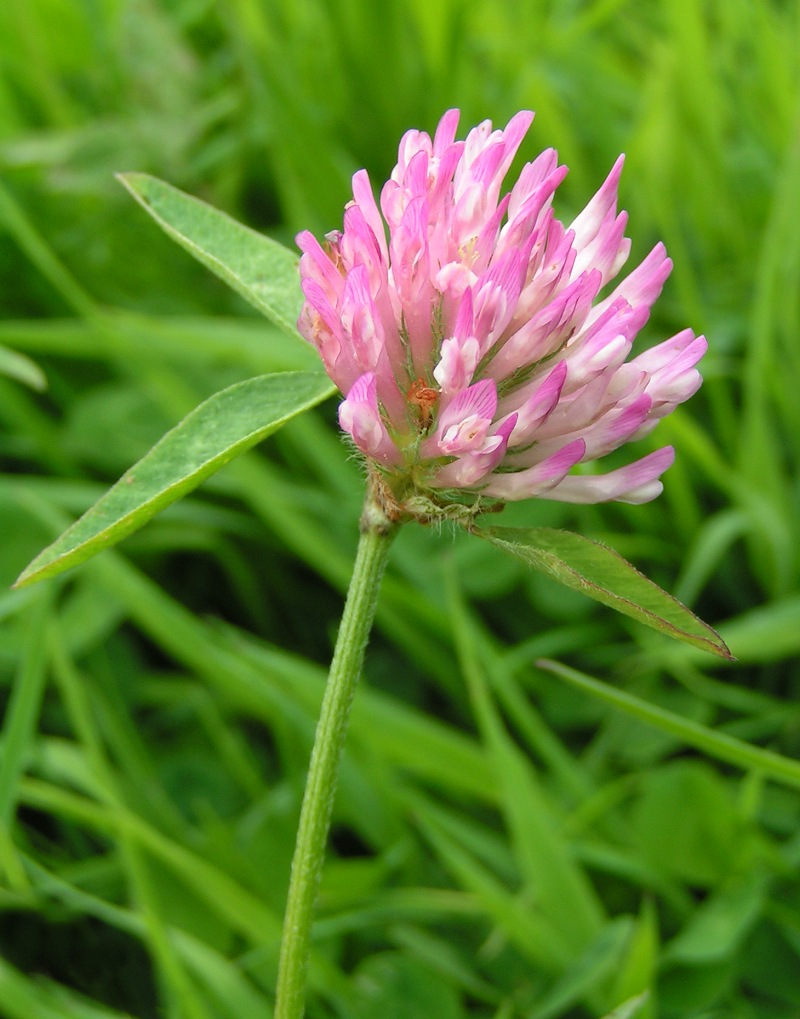
アカツメクサ T. pratense
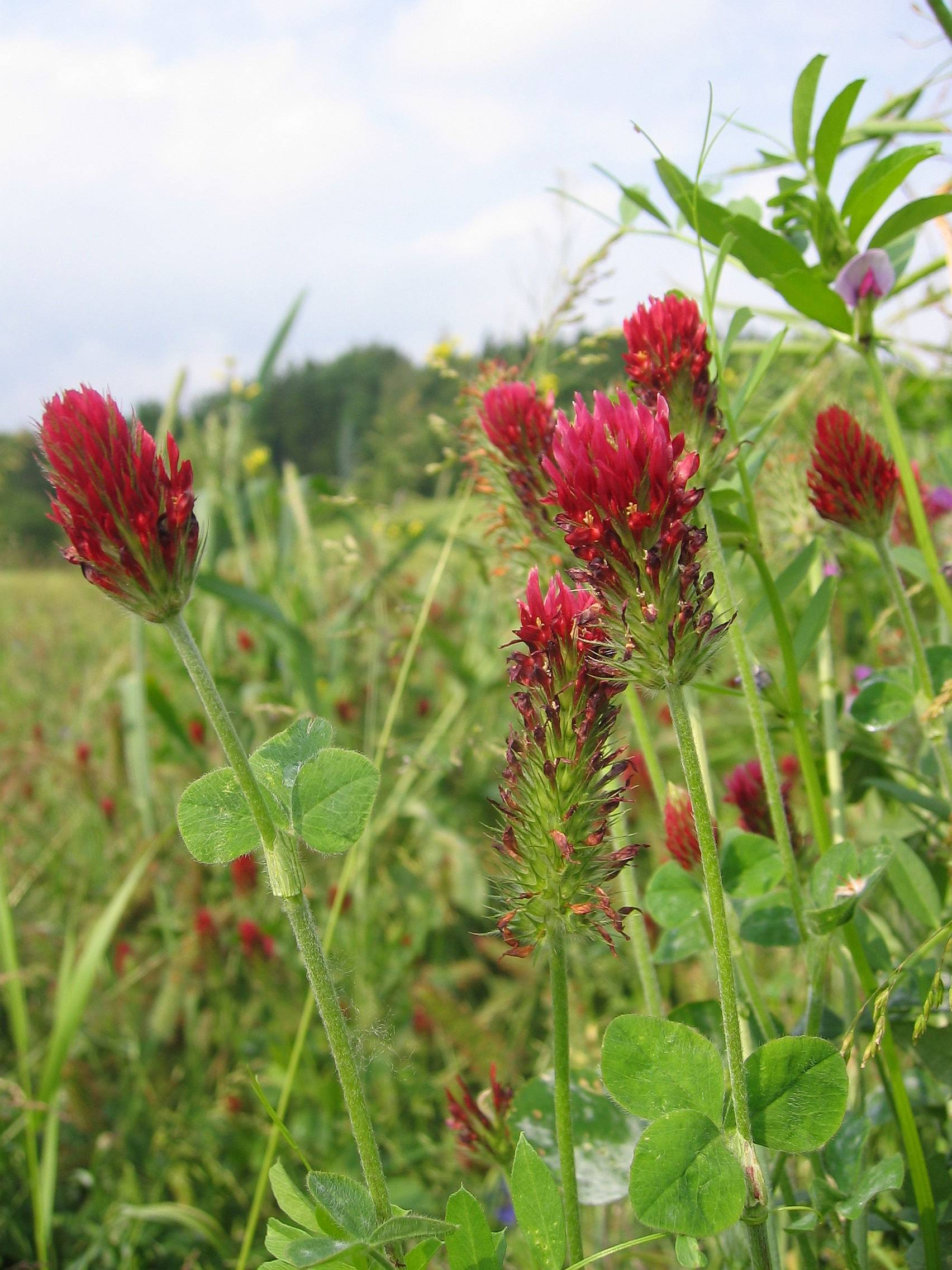
ベニバナツメクサ T. incarnatum
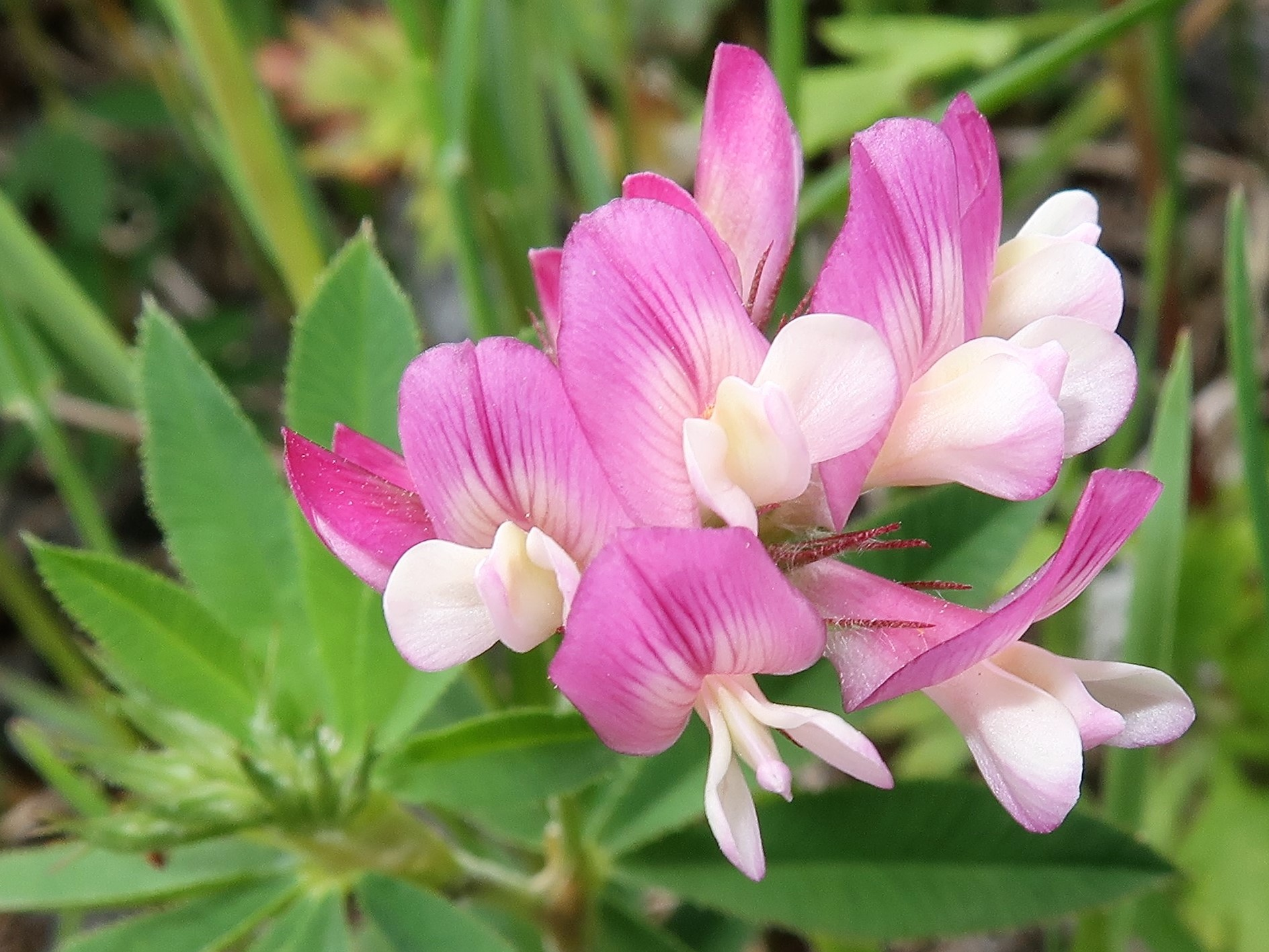
シャジクソウ T. lupinaster

## クローバーが付く別属の植物
- ブルークローバー Parochetus communis

## クローバーを由来とする名称・用語
- グリーン車
- スバル・EN型エンジン（通称CLOVER4）
- テキサスクローバーホールド
- クローバー型（道路のジャンクションやインターチェンジの形状の種類）
- 身体障害者標識（クローバーマークとも呼ばれるが、葉の形はカタバミである）
- クローバー結び目
- ヤサカグループ